# John Maitland (officier britannique)
 (août 2016).
Pour les articles homonymes, voir John Maitland.
John Maitland est un officier britannique qui se distingua durant la guerre d'indépendance des États-Unis.

## Biographie
Sa famille vient d'Écosse, elle fait partie du clan des Maitland. Il est le fils de Charles Maitland et Elizabeth Ogilvie. Il est le frère de Frederick Maitland.
Il entre dans la Royal Navy, il devient lieutenant-colonel en 1778 et commande le 'The Highlanders regiment'. Il perd une main en combat en Indes orientales.
En 1778, il participe à la guerre d'indépendance des États-Unis. Son régiment se bat durant le siège de Savannah et à la bataille de Stono Ferry.
Il meurt quelques mois après la guerre.